# Bundesliga austriacka w piłce nożnej (2002/2003)
Bundesliga  2002/2003 (znana jako T-Mobile Bundesliga ze względów sponsorskich) była 92 edycją najwyższej klasy rozgrywkowej piłki nożnej na Austrii. 
Brało w nim udział 10 drużyn, które w okresie od 9 lipca 2002 do 29 maja 2003 rozegrały 36 kolejek meczów. 
Obrońca tytułu drużyna Tirol Innsbruck nie otrzymała licencji na kolejny sezon i została wykluczona z austriackiej Bundesligi.
Mistrzostwo po raz dwudziesty drugi w historii zdobyła drużyna Austria Wiedeń.

## Drużyny
| Uczestnicy poprzedniej edycji                                                                                 | Uczestnicy poprzedniej edycji | Uczestnicy poprzedniej edycji | Uczestnicy poprzedniej edycji |
| --- | ----------------------------- | ----------------------------- | ----------------------------- |
| TIN | Tirol Innsbruck               | 1                             |                               |
| STR | Sturm Graz                    | 2                             |                               |
| GAK | Grazer AK                     | 3                             |                               |
| AWI | Austria Wiedeń                | 4                             |                               |
| KAR | FC Kärnten                    | 5                             |                               |
| SAL | Austria Salzburg              | 6                             |                               |
| SWB | Schwarz-Weiß Bregenz          | 7                             |                               |
| RPD | Rapid Wiedeń                  | 8                             |                               |
| RIE | SV Ried                       | 9                             |                               |
| ADM | Admira Wacker                 | 10                            |                               |
| Awans z 1. Division                                                                                           |                               |                               |                               |
| SVP | SV Pasching                   | 1                             |                               |
| Oznaczenia: - kolumna pierwsza – skróty nazw drużyn, - kolumna trzecia – miejsce zajęte w poprzednim sezonie. |                               |                               |                               |

## Tabela
| Lp. | Drużyna               | M  | Z  | R  | P  | B+ | B- | +/– | Pkt | Kwalifikacja lub spadek                       |
| --- | --------------------- | -- | -- | -- | -- | -- | -- | --- | --- | --------------------------------------------- |
| 1   | Austria Wiedeń (M, P) | 36 | 21 | 7  | 8  | 59 | 28 | +31 | 70  | Liga Mistrzów UEFA • III runda kwalifikacyjna |
| 2   | Grazer AK             | 36 | 15 | 12 | 9  | 56 | 39 | +17 | 57  | Liga Mistrzów UEFA • II runda kwalifikacyjna  |
| 3   | Austria Salzburg      | 36 | 15 | 11 | 10 | 51 | 46 | +5  | 56  | Puchar UEFA • I runda                         |
| 4   | Rapid Wiedeń          | 36 | 13 | 12 | 11 | 40 | 38 | +2  | 51  |                                               |
| 5   | SV Pasching           | 36 | 13 | 10 | 13 | 41 | 37 | +4  | 49  | Puchar Intertoto UEFA (2003)                  |
| 6   | Sturm Graz            | 36 | 14 | 5  | 17 | 50 | 62 | −12 | 47  |                                               |
| 7   | Admira Wacker Mödling | 36 | 11 | 11 | 14 | 36 | 46 | −10 | 44  |                                               |
| 8   | Kärnten               | 36 | 11 | 8  | 17 | 45 | 57 | −12 | 41  | Puchar UEFA • Runda kwalifikacyjna            |
| 9   | Schwarz-Weiß Bregenz  | 36 | 9  | 12 | 15 | 48 | 58 | −10 | 39  |                                               |
| 10  | SV Ried (S)           | 36 | 10 | 8  | 18 | 41 | 56 | −15 | 38  | spadek do 1. Ligi austriackiej                |

1. ↑  Kärnten zakwalifikował się do Puchar UEFA jako finalista Pucharu Austrii.

## Wyniki
| Gospodarz \ Gość      | ADM | SAL | AWI | BRE | GAK | KÄR | PAS | RWI | RIE | STU | ADM | SAL | AWI | BRE | GAK | KÄR | PAS | RWI | RIE | STU |
| --------------------- | --- | --- | --- | --- | --- | --- | --- | --- | --- | --- | --- | --- | --- | --- | --- | --- | --- | --- | --- | --- |
| Admira Wacker Mödling |     | 1–0 | 0–3 | 2–2 | 2–2 | 0–3 | 3–1 | 0–0 | 1–1 | 0–3 |     | 1–1 | 1–2 | 1–0 | 0–2 | 4–0 | 1–0 | 0–1 | 0–1 | 2–1 |
| Austria Salzburg      | 2–0 |     | 0–4 | 1–3 | 1–1 | 0–0 | 3–2 | 3–1 | 1–3 | 1–2 | 0–0 |     | 1–0 | 4–1 | 1–1 | 1–1 | 3–0 | 2–0 | 5–2 | 2–1 |
| Austria Wiedeń        | 2–1 | 0–0 |     | 3–1 | 3–0 | 3–1 | 3–0 | 1–1 | 2–0 | 4–0 | 0–2 | 1–0 |     | 0–2 | 2–1 | 0–3 | 0–1 | 0–0 | 2–0 | 1–2 |
| Schwarz-Weiß Bregenz  | 2–2 | 0–0 | 0–1 |     | 2–2 | 2–1 | 2–2 | 0–1 | 1–1 | 3–0 | 0–1 | 5–1 | 1–2 |     | 2–1 | 1–2 | 2–1 | 3–6 | 2–0 | 0–2 |
| Grazer AK             | 2–3 | 0–1 | 0–4 | 2–0 |     | 2–0 | 0–2 | 2–0 | 2–0 | 2–1 | 1–1 | 3–3 | 1–2 | 4–1 |     | 3–0 | 2–0 | 0–0 | 2–0 | 2–1 |
| Kärnten               | 4–1 | 0–1 | 1–1 | 3–0 | 1–1 |     | 2–0 | 0–3 | 3–0 | 2–2 | 0–0 | 0–3 | 1–3 | 2–2 | 1–2 |     | 0–1 | 1–0 | 4–1 | 3–1 |
| SV Pasching           | 2–0 | 1–0 | 3–1 | 0–0 | 1–1 | 3–0 |     | 2–0 | 1–1 | 2–0 | 0–0 | 0–1 | 0–0 | 1–1 | 0–2 | 1–1 |     | 3–0 | 3–0 | 2–3 |
| Rapid Wiedeń          | 1–2 | 2–2 | 1–2 | 2–1 | 1–1 | 2–0 | 1–0 |     | 0–0 | 1–2 | 0–0 | 0–2 | 1–1 | 1–1 | 0–0 | 2–1 | 2–1 |     | 3–2 | 1–0 |
| SV Ried               | 2–0 | 4–0 | 1–1 | 1–1 | 1–0 | 3–0 | 0–1 | 3–1 |     | 1–2 | 0–3 | 1–2 | 1–0 | 1–3 | 1–3 | 5–0 | 0–0 | 0–0 |     | 2–1 |
| Sturm Graz            | 3–0 | 3–1 | 0–2 | 3–0 | 1–1 | 1–3 | 1–3 | 0–4 | 2–0 |     | 2–1 | 2–2 | 0–3 | 1–1 | 0–5 | 2–1 | 1–1 | 0–1 | 4–2 |     |

## Najlepsi strzelcy
| Bramki | Strzelcy           | Drużyna              |
| ------ | ------------------ | -------------------- |
| 21     | Axel Lawarée       | Schwarz-Weiß Bregenz |
| 16     | Eduard Glieder     | SV Pasching          |
| 16     | Marijo Marić       | FC Kärnten           |
| 12     | Vladimír Janočko   | Austria Wiedeń       |
| 11     | Radosław Gilewicz  | Austria Wiedeń       |
| 11     | Imre Szabics       | Sturm Graz           |
| 11     | Roman Wallner      | Rapid Wiedeń         |
| 10     | Muhammet Akagündüz | SV Ried              |
| 9      | Roland Kirchler    | Austria Salzburg     |
| 9      | László Klausz      | Schwarz-Weiß Bregenz |

Źródło: .

## Stadiony
| Admira Wacker Mödling  |
| ---------------------- |
| Bundesstadion Südstadt |
| 12 000                 |
|                        |

| Austria Salzburg | Austria Salzburg |
| ---------------- | ---------------- |
| Lehener Stadion  | Red Bull Arena   |
| 14 457           | 18 200           |
|                  |                  |

| Austria Wiedeń     |
| ------------------ |
| Franz Horr Stadion |
| 17 500             |
|                    |

| Grazer AK Sturm Graz          |
| ----------------------------- |
| Arnold Schwarzenegger Stadion |
| 16 364                        |
|                               |

| Kärnten            |
| ------------------ |
| Wörthersee Stadion |
| 11 500             |
|                    |

| SV Pasching |
| ----------- |
| Waldstadion |
| 6 009       |
|             |

| Rapid Wiedeń            | Rapid Wiedeń         |
| ----------------------- | -------------------- |
| Gerhard Hanappi Stadion | Ernst Happel Stadion |
| 18 442                  | 48 500               |
|                         |                      |

| SV Ried        |
| -------------- |
| Rieder Stadion |
| 8 000          |
|                |

| Schwarz-Weiß Bregenz |
| -------------------- |
| Casino Stadion       |
| 12 000               |
|                      |

Źródło: .